# Walle (Winsen)
Walle ist ein Ortsteil der niedersächsischen Gemeinde Winsen (Aller) im Landkreis Celle in der Lüneburger Heide.
Walle liegt an einer Landstraße zwischen Winsen (Aller) und Bergen (Landkreis Celle) am Südrand der Lüneburger Heide in Niedersachsen. Zur B3 zwischen Celle und Bergen hat Walle durch einen Waldweg Zugang. Der kleine Ort mit seinen unter 1000 Einwohnern liegt auf einem kleinen Hügel von etwa 60 Metern Höhe in Relation zu Winsen (Aller).
Walle ist in einen älteren Bereich „unten“ an der Landstraße und eine neuere Siedlung „oben“ geteilt. Die Siedlung entstand um eine inzwischen geschlossene Ziegelbrennerei, deren Lehmgrube der jetzt in Privatbesitz befindliche Achimsee wurde. Daher heißt die Siedlung auch „Die Ziegelei“. „Das Dorf“, wie der ältere Teil auch genannt wird, besteht aus den alten Bauernhäusern, einem Kindergarten und einem Sportheim.
Das Engagement der Mitglieder verschiedener Vereine, aber auch aller anderen Bürger, ermöglicht es dem kleinen Ort sich, trotz schrumpfender öffentlicher Budgets, weiterzuentwickeln. Außerdem gibt es einen großen Schützen- und Sportverein sowie einen Spielmannszug mit etwa 30 Mitgliedern. Nennenswert sind weiterhin der „Bruderbaum“, der östlich des Ortes im Wald steht und um den sich eine der vielen Heidesagen rankt, sowie die international renommierte Pferdezucht „Amselhof“.

## Geschichte
Am 1. Februar 1971 wurde Walle in die Gemeinde Winsen (Aller) eingegliedert.

## Politik

### Ortsrat
Der Ortsrat, der Wallen vertritt, setzt sich aus fünf Mitgliedern zusammen. Die Ratsmitglieder werden durch eine Kommunalwahl für jeweils fünf Jahre gewählt.
Bei der Kommunalwahl 2021 ergab sich folgende Sitzverteilung:
| Ortsrat 2021Insgesamt 5 Sitze - GWW: 4 - Unabh.: 1 |

### Ortsbürgermeister
Ortsbürgermeister ist Tino Liewerenz.

## Wirtschaft

### Ansässige Unternehmen
- Heinz-Hermann Hemme KG
- Fabian Lücke Gartengestaltung
- Conrad Bauelemente GmbH

## Religion
Walle ist Teil der evangelisch-lutherischen Kirchengemeinde Winsen und des Kirchenkreises Celle.
Die römisch-katholischen Christen, die in Walle wohnen, sind als Teil der deutschen Kirche Mitglied im Bistum Hildesheim.